# 苇荷蚁蛛
苇荷蚁蛛（学名：Myrmarachne vehemans）为跳蛛科蚁蛛属的动物。在中国大陆，分布于江苏等地。该物种的模式产地在江苏。